# شرشور العصافة المألوف
شرشور العُصَافة المألوف ويسمى أيضاً  البِرْقِش المبذول أو الظالِم أو الحَسُّون الظالِم أو الصََغْنَج أو الشُّرشُور (الاسم العلمي: Fringilla coelebs) هو طائر صغير من الفصيلة الشرشورية وينتشر بكثرة في أوروبا وغرب آسيا وبعض الجمهرات المُهاجرة تشتو جنوبًا. الذكور ملونة ذات قلنسوة زرقاء ضاربة للرمادي وأجزاء سُفلية حمراء صدئة، بينما الإناث ذات لون باهت لكن الجنسان يمتلكان شريطين جناحيين بارزين. الذكور ذات صوت قوي وتُغرد عادةً من المجاثم المكشوفة.

## طالع أيضًا
- قائمة طيور مصر